# Bellevueallee
Koordinaten: 52° 30′ 51,3″ N, 13° 21′ 43,1″ O

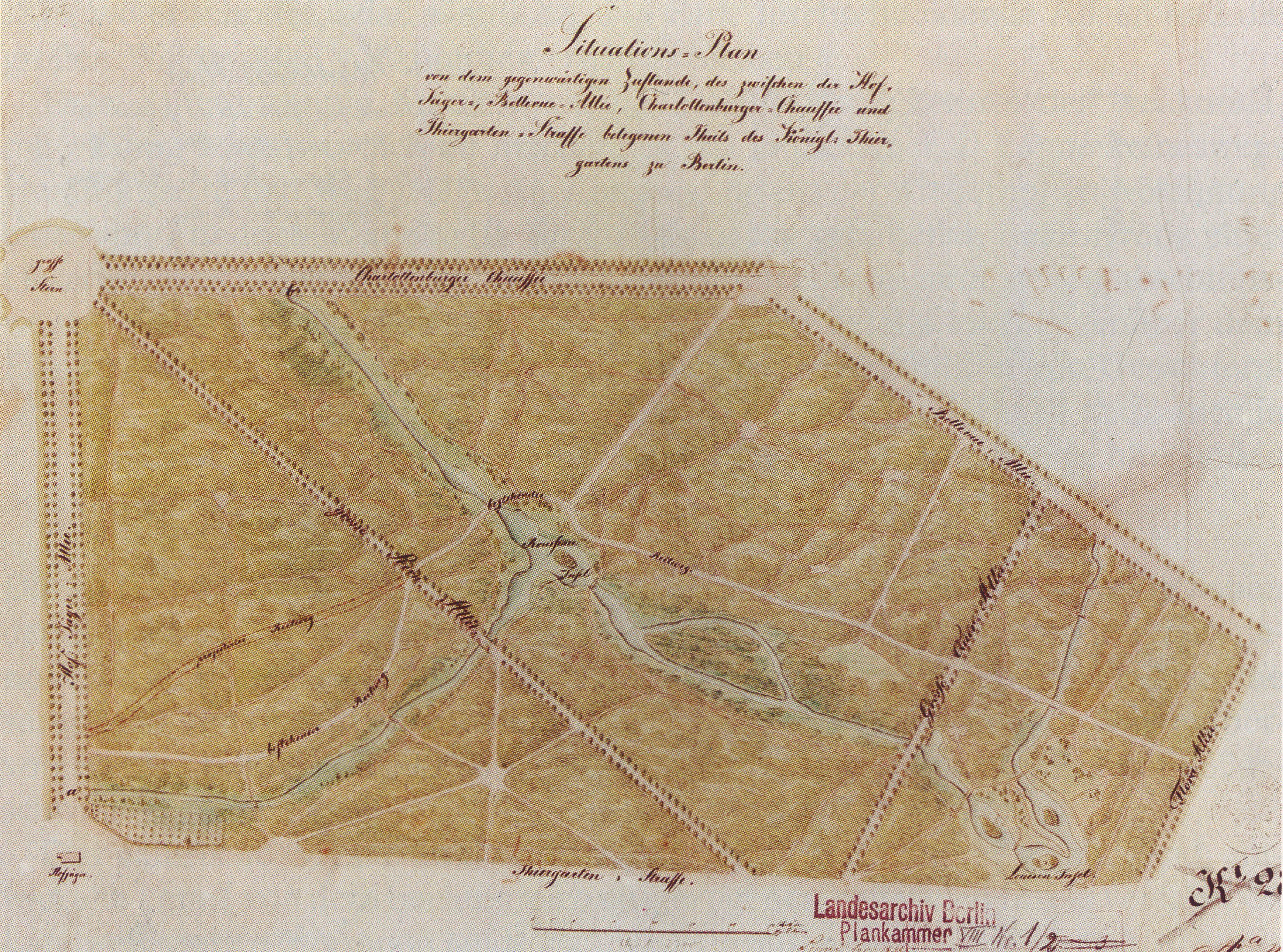
Plan von 1835

Die Bellevueallee ist eine Promenade durch den Großen Tiergarten in Berlin. Sie beginnt gegenüber vom Schloss Bellevue und führt bis zum Kemperplatz.

## Geschichte
Die Bellevueallee war bis vor dem Ende des Zweiten Weltkriegs auch mit Fahrzeugen befahrbar. Im Zuge der Neuplanung des Großen Tiergartens wurde aus der Straße eine Fußgängerpromenade, der Name wurde beibehalten. Wo die Bellevueallee auf die Straße des 17. Juni trifft, wird als Kleiner Stern bezeichnet. Sie traf bis 1945 auf die Siegesallee am Kemperplatz, ehe diese zerstört wurde.